# جوزپه آمبروزینو
جوزپه آمبروزینو (انگلیسی: Giuseppe Ambrosino؛ زادهٔ ۱۰ سپتامبر ۲۰۰۳) بازیکن فوتبال اهل ایتالیا است.
وی همچنین در تیم‌های ملی فوتبال زیر ۱۹ سال ایتالیا و زیر ۲۰ سال ایتالیا بازی کرده‌است.